# Wentylator poprzeczny

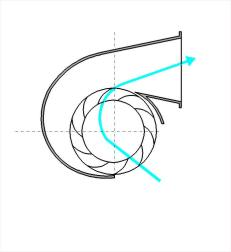
Schemat wentylatora poprzecznego

Wentylator poprzeczny – wentylator w którym powietrze przepływa w poprzek wirnika. Wpływa do niego w obszarze ssawnym, przepływa przez jego wnętrze i zostaje wyrzucone w obszarze tłocznym. Powietrze przepływa dwukrotnie przez wirnik  i dwukrotnie jest przyśpieszane. Zaletą tego typu wentylatorów jest cicha praca stąd często wykorzystywane są w urządzeniach klimatyzacyjnych.
Wentylatory poprzeczne produkuje się jako małe jednostki. Ich parametry leżą w zakresie:
wydajność Q – 10 do 30 [m3/s]
spiętrzenie całkowite Δp – 200 do 400 [Pa]
sprawność η – 0.3 do 0.55.
Wentylatory poprzeczne stosuje się do chłodzenia urządzeń. Ze względu na jego specyficzną konstrukcję chłodzone urządzenie może być umieszczone wewnątrz wirnika, co znacznie podwyższa efektywność chłodzenia.